# میشن کانیون (کالیفرنیا)
میشن کانیون (به انگلیسی: Mission Canyon) یک منطقهٔ مسکونی در ایالات متحده آمریکا است که در شهرستان سانتا باربارا، کالیفرنیا واقع شده‌است. میشن کانیون ۴٫۰۰۸ کیلومتر مربع مساحت و ۲٬۳۸۱ نفر جمعیت دارد و ۱۹۳ متر بالاتر از سطح دریا واقع شده‌است.